# Parlamentswahl in St. Lucia 2006
Die Parlamentswahl in St. Lucia 2006 (englisch General elections) waren die neunzehnten Parlamentswahlen in St. Lucia.

## Politische Situation
Die Wahlen fanden am 11. Dezember 2006 statt; im Wahlkampf lieferten sich die Saint Lucia Labour Party (SLP) und die United Workers Party (UWP) ein Wettrennen und die regierende Saint Lucia Labour Party verlor letztendlich an die United Workers Party. Unter der Führung von John Compton gewann die UWP acht Sitze dazu und damit eine Mehrheit von elf zu sechs.

### Hintergrund
Die beiden vorhergehenden Wahlen 1997 und 2001 hatten der Saint Lucia Labour Party Siege eingebracht. In der letzten Wahl 2001 gewann die Partei sogar 14 Sitze, so dass nur 3 für die United Workers Party übrig geblieben waren.
2005 kehrte John Compton jedoch aus dem Ruhestand zurück um nochmals als Oppositionsführer für die UWP anzutreten. Compton hatte Saint Lucia 1979 in die Unabhängigkeit geführt und war dann ab 1982 Premierminister, bis er 1996 zurücktrat. Compton siegte in einer Abstimmung über die Parteiführung gegen Vaughan Lewis und Lewis verließ später die UWP um in der Wahl 2006 für die SLP zu kandidieren.
Eine Nachwahl in Castries Central im März 2006 galt als Startpunkt einer langen Kampagne für die Wahlen im Dezember. Der unabhängige Kandidat Richard Frederick gewann den Sitz, der zuvor zwei Mal für die Saint Lucia Labour Party sicher gewesen war. Frederick schloss sich später der United Workers Party an und ließ sich auch für die Parlamentswahlen aufstellen.

## Kampagne
Im Wahlkampf konzentrierte sich die United Workers Party auf Verbrechensbekämpfung, da sie ein Wachstum der Verbrechensraten beobachtete und versprach sie zur Priorität zu machen. Compton versprach auch die Arbeitslosigkeit zu bekämpfen, da er darin einen Hauptfaktor für viele Verbrechen in Saint Lucia sah. Außerdem versprach die Partei, die Bananenindustrie in Saint Lucia wieder anzukurbeln und beschuldigte die SLP der Korruption und Vetternwirtschaft. Das Alter des Parteiführers Compton wurde jedoch auch ein Thema des Wahlkampfs, da die SLP die Wähler aufrief, die Stimmen Compton mit seinen 81 Jahren nicht anzuvertrauen.
Die regierende Saint Lucia Labour Party verteidigte ihre Erfolge und schrieb sich das starke wirtschaftliche Wachstum der letzten Jahre auf die Fahnen. Sie versprach ebenfalls Verbrechen in Saint Lucia zu bekämpfen und sich für eine Todesstrafe einzusetzen für verurteilte Mörder. Die SLP erhielt Unterstützung im Wahlkampf durch die Premierminister von St. Vincent und die Grenadinen und von Dominica, die beide Wahlkmapfreden hielten.
Der Police Commissioner in Saint Lucia beschrieb die Wahl als die friedlichste in Saint Lucia bis dahin. Wahlbeobachter der CARICOM und der Organisation Amerikanischer Staaten besuchten die Wahlen. Vier Meinungsumfragen (opinion poll) im Vorfeld der Wahlen zeigten sehr schwankende Resultate und es gab Kontroversen über die Veröffentlichung einer Umfrage, zwei Tage vor der Wahl, in der die SLP klarer Favorit war. Die UWP bezeichnete dies als „laughing stock“ (Lachnummer), da diese Umfrage am 25. und 26. November stattgefunden hatte.

## Wahlergebnisse
Die United Workers Party erhielt wieder die Mehrheit mit 11 der 17 Sitze, jedoch nur durch einen Gesamtvorsprung von ca. 2.000 Stimmen, oder 3 %. John Compton übernahm das Amt von Kenny Anthony und wurde im Alter von 81 nochmals Premierminister.
| Partei                   | Stimmen | %    | Sitze |
| ------------------------ | ------- | ---- | ----- |
| United Workers Party     | 38.894  | 51.3 | 11    |
| Saint Lucia Labour Party | 36.604  | 48.3 | 6     |
| Unabhängige              | 258     | 0.3  | 0     |
| Total                    | 75.756  | 100  | 17    |
| Wähler                   | 151.466 | 58.5 | –     |
| Source:                  |         |      |       |

### Resultate in den 17 Wahlkreisen
| Wahlkreis             | Gewinner            | Partei       |
| --------------------- | ------------------- | ------------ |
| Anse la Raye/Canaries | Keith Mondesir      | UWP Zugewinn |
| Babonneau             | Ezekiel Joseph      | UWP Zugewinn |
| Castries Central      | Richard Frederick   | UWP Zugewinn |
| Castries East         | Philip Pierre       | SLP Erhalt   |
| Castries North        | Stephenson King     | UWP Zugewinn |
| Castries South        | Robert Lewis        | SLP Erhalt   |
| Castries South East   | Guy Joseph          | UWP Zugewinn |
| Choiseul              | Rufus Bousquet      | UWP Zugewinn |
| Dennery North         | Marcus Nicholas     | UWP Erhalt   |
| Dennery South         | Edmund Estephane    | UWP Zugewinn |
| Gros Islet            | Lenard Montoute     | UWP Zugewinn |
| Laborie               | Alva Baptiste       | SLP Erhalt   |
| Micoud North          | John Compton        | UWP Erhalt   |
| Micoud South          | Arsene James        | UWP Erhalt   |
| Soufriere             | Harold Dalson       | SLP Erhalt   |
| Vieux Fort North      | Moses Jean Baptiste | SLP Erhalt   |
| Vieux Fort South      | Kenny Anthony       | SLP Erhalt   |